# Trichomanes inopinatum
Trichomanes inopinatum là một loài thực vật có mạch trong họ Hymenophyllaceae. Loài này được (Pic. Serm.) J.E. Burrows miêu tả khoa học đầu tiên năm 1990.